# برشاوشان خيطي الشكل
برشاوشان خيطي الشكل (الاسم العلمي:Adiantum filiforme) هو نوع من النباتات يتبع جنس البرشاوشان من الفصيلة الديشارية.